# Sara Katharina de Bronovo
Sara Katharina (Cateau) de Bronovo (Rotterdam, 17 februari 1817 – Den Haag, 18 juni 1887) was verpleegkundige, docent verpleegkunde en de oprichter en directrice van het Opleidingshuis tot Ziekenverpleging, later Haagsche Diaconesseninrichting en momenteel het Bronovoziekenhuis in Den Haag.

## Jeugd
De Bronovo groeide op in een gezin met drie kinderen in Hellevoetsluis. Ze had een jongere broer en een oudere halfbroer uit het eerste huwelijk van haar moeder. Haar vader, Jean Jacques von Broun de Bronovo, was marineofficier en haar moeder was Elisabeth Bedloo. Tijdens de langdurige ziekte van haar moeder nam De Bronovo de verzorging voor haar rekening. Na het overlijden van haar moeder nam De Bronovo de zorg voor de huishouding op zich.

## Reveil en Diaconessenwezen
Na het overlijden van haar vader in 1861 verhuisde ze naar Den Haag waar ze betrokken raakte bij de Vereniging tot Zedelijke Verbetering van Gevangenen die uitging van de beweging Het Reveil. Ze raakte hierdoor bekend met het diaconessenwezen en kwam in contact met Johan Basting die bezig was om een Nederlandse afdeling van het Rode Kruis op te richten. Ze ging zich voor beide doelen inzetten en omdat Den Haag al twee gasthuizen had, besloot De Bronovo dat er een kleine ziekenkamer en een opleidingsinstituut moesten worden opgericht.

## Inrichting
Het Opleidingshuis tot Ziekenverpleging opende op 4 februari 1865. Het jaar ervoor had De Bronovo een reis gemaakt in de zomer van 1864 langs diverse ziekenhuizen in Nederland, Duitsland en Zwitserland om ideeën op te doen hoe een en ander goed kon worden opgezet. Omdat de stad al twee ziekenhuizen had koos ze voor een opleidingsinstituut met een verpleegafdeling en de mogelijkheid om mensen thuis te verplegen. De Bronovo werd directrice en vicepresident. Ze zorgde voor het management, het werven van fondsen en gaf les in geestelijke vorming en verpleging. In 1872 werd het in 1865 aan de Kazernestraat opgerichte instituut uitgebreid en werd het een echte diaconesseninrichting en een bestuur bestaand uit diaconessen. Omdat de bestaande inrichting uitbreiding behoefde, startte zij een inzamelingsactie om geld te genereren voor nieuwbouw. In 1879 werd een nieuwe locatie aan de Laan van Meerdervoort 84 geopend, waar meer ruimte was voor de verpleegafdeling. Het kreeg de naam: Diakonessen-Inrichting Bronovo. Tot haar overlijden op zeventigjarige leeftijd bleef ze directrice van de instelling. In 1932 werd het ziekenhuis in een nieuw gebouw aan de Bronovolaan gevestigd. In 1972 fuseerde het ziekenhuis met het Neboziekenhuis en werd het een algemeen ziekenhuis. Dit fusieziekenhuis kreeg haar naam: het Bronovo-ziekenhuis.
- Biografisch Portaal: 78741506